# Хладнокровный Люк
«Хладнокровный Люк» (англ. Cool Hand Luke – «Люк — Холодная рука») — драматический кинофильм американского режиссёра Стюарта Розенберга по одноимённому роману Донна Пирса. Снят в 1967 году в США. Главную роль исполняет Пол Ньюман.
Премия «Оскар» за лучшую мужскую роль второго плана Джорджу Кеннеди. Фильм включен в национальный реестр фильмов Библиотеки Конгресса США, имея «культурное, историческое или эстетическое значение».

## Сюжет
Люк Джексон (Пол Ньюман) попадает в тюрьму за злонамеренное повреждение муниципального имущества (парковочных автоматов). Люк — герой войны, человек с обострённым чувством собственного достоинства, сильным характером и чувством юмора, завоёвывает уважение других заключённых. За большую выдержку ему дают прозвище «Хладнокровный».
Люк получает известие о смерти матери. Чтобы он не сбежал, его сажают в карцер и выпускают оттуда только после похорон. После этой несправедливости Люк решается на побег. Одна, затем вторая неудачная попытка побега. Каждый раз режим его содержания всё более ужесточается, издевательства охраны становятся всё более изощрёнными. Выдержка Хладнокровного Люка постепенно угасает. 
Ему выпадает ещё один шанс. Вместе с Дрэглайном (Джордж Кеннеди), лидером группы заключённых, они угоняют тюремный автомобиль. Казалось, попытка удалась. Находясь на пределе эмоционального напряжения, Люк отправляется в церковь. Там его настигают полицейские и тюремная охрана. Один из преследователей, Босс Годфри (Морган Вудвард) хладнокровно, точным выстрелом в шею, смертельно ранит Люка. Приказ доставить его не в ближайшую городскую больницу, а в тюремный госпиталь, расположенный гораздо дальше, не оставляют Люку шансов на жизнь. 
Для заключённых его история становится легендой.

## В ролях
- Пол Ньюман — Люк Джексон
- Джордж Кеннеди — Дрэглайн
- Лу Антонио — Коко
- Роберт Дривас — Болтун Стив
- Строзер Мартин — капитан охраны
- Джо Ван Флит — Арлетта, мать Люка
- Клифтон Джеймс — Карр
- Морган Вудвард — Босс Годфри
- Люк Эскью — Босс Пол
- Марк Кэвелл — Кролик
- Ричард Давалос — Слепой Дик
- Роберт Доннер — Босс Коротышка
- Уоррен Финнерти — Тату
- Деннис Хоппер — Бабалугатс
- Дин Стэнтон — Бродяга

## Награды и признание
- За роль Дрэглайна Джордж Кеннеди (англ. George Kennedy) получил премию «Оскар» в категории «Лучший актёр второго плана».
- Кроме того, номинировались: Пол Ньюман за лучшую мужскую роль, Фрэнк Пирсон и Донн Пирс за лучший сценарий, Лало Шифрин за музыку к кинофильму.
- Люк Джексон в исполнении Пола Ньюмана находится на 30 месте в списке «100 лучших героев и злодеев по версии AFI», а фильм на 71 месте в рейтинге 100 самых вдохновляющих американских фильмов за 100 лет по версии AFI.
- Картина получила абсолютное признание у мировых кинокритиков: на интернет-агрегаторе Rotten Tomatoes её рейтинг составляет 100%[4].

## Культурное влияние
Точно отразив настроение 60-х, фильм и его герой встали в ряд таких символов противостояния системе (прежде всего для англоязычной аудитории), как Уинстон Смит из «1984» и Макмёрфи из «Пролетая над гнездом кукушки».

## Факты
- В фильме звучит фраза «What we’ve got here is (a) failure to communicate» (рус. В данном случае мы имеем отсутствие взаимопонимания), находящаяся на 11-м месте в списке 100 известных цитат из американских фильмов за 100 лет по версии AFI. Эта фраза впоследствии была использована группой Guns N' Roses в начале композиции Civil War.[5]
- Музыкальная тема из фильма (в несколько усечённом варианте) регулярно используется в качестве звуковой заставки к телевизионным программам, в частности: к новостийным программам ABC, к национальным новостям Австралии, спортивным трансляциям CBS о соревнованиях по гольфу.
- В рождественской комедии «Интуиция» у героя Джона Кьюсака Джонатана фильм «Хладнокровный Люк» является любимым.
- «Охранник» из Стэнфордского тюремного эксперимента утверждает, что он начал обострять отношения между «охранниками» и «узниками», подражая капитану охраны из фильма.